# Gerechtshof Amsterdam
Het Gerechtshof Amsterdam is een Nederlands gerechtshof dat zaken van de rechtbank Amsterdam en Noord-Holland in hoger beroep behandelt. Het ressort omvat het grootste deel van de provincie Noord-Holland (behalve het Gooi). Het is daarmee het kleinste ressort sinds de herziening van de gerechtelijke kaart op 1 januari 2013.
Het hof heeft zijn zetel in het Paleis van Justitie op het IJdock (schiereiland in het IJ), met als straatnaam IJdok.
Naast belasting-, dagvaardings-, rekest- en strafzaken behandelt het gerechtshof Amsterdam met uitsluiting van de andere hoven zaken op het gebied van het ondernemingsrecht de Ondernemingskamer en tuchtzaken betreffende het notariaat en gerechtsdeurwaarders.